# Омаришара
Омаришара (абх. Омаришара, груз. ომარიშარა — «Омаров предел», «граница Омара») — село в Абхазии, в Гулрыпшском районе частично признанной Республики Абхазия, согласно административному делению Грузии — в Гульрипшском муниципалитете Абхазской Автономной Республики на берегу реки Кодор.

## История
Поселение Омаришара в источниках первой половины XIX века отсутствует. Название образовано тремя частями (с абхазского языка): Омар — княжеско-дворянское имя собственное, и — «его» (прит. мест. 3-го лица ед. числа) и шара — «раздел», «предел», «граница». По мнению учёных, оно появляется со второй половины XIX века и отсылается к имени главнокомандующего турецкой армии Омер-паши, который в 1855 году высадился в городе Сухум с сорокатысячным войском, а позднее занял всё Кодорское ущелье до слияния рек Гуандра и Сакен, определив северо-восточный предел своего пребывания. Позднее по приказу султана он с армией двинулся на Мегрелию.

## Население
В 1959 году в селе Омаришара жило 280 человек, в основном грузины (в Ажарском сельсовете в целом — 3239 человек, также в основном грузины). В 1989 году в селе проживало 302 человека, также в основном грузины (сваны). По данным переписи населения Грузии 2002 года, в селе Омаришара (на момент переписи контролировавшимся властями Грузии) проживало 229 человек, в том числе 108 человек в собственно Омаришара и 121 человек в Земо-Омаришара (Верх. Омаришара).